# S/S Marieholm
S/S Marieholm byggdes 1934 på Odense Stålskibværft i Odense, Danmark, för AB Svenska Amerika Linien. Under 1930-talet utnyttjades Marieholm för matartrafik, främst uppsamlingsresor från hamnar i Polen och de baltiska staterna till Stockholm med passagerare till atlanttrafiken, som utgick från Göteborg. Antalet passagerare kunde uppgå till 148. Tidvis bedrevs även kryssningstrafik inom Östersjöområdet. 
Fartyget förvärvades 1940 av Marinförvaltningen och namnändrades till HMS Marieholm. Inledningsvis nyttjades fartyget som radiostation i anslutning till Hårsfjärden radio. Från 1950 tjänstgjorde hon som stabsfartyg i Kustflottan. HMS Marieholm togs ur marin tjänst 1976.
Fartyget såldes 1977 till privata intressenter. Hon gick under tre år i färjetrafik på linjerna Sandefjord–Göteborg och Malmö–Köpenhamn. Efter några års förfall upprustades Marieholm och har legat framför Operan. Sedan 2024 ligger fartyget som restaurangfartyg framför f.d. Tullhuset väster om Göteborgsoperan och Göteborgs Maritima Centrum i Göteborg. S/S Marieholm blev k-märkt 2010.
S/S Marieholm förvärvades 1 april 2021 av Top Industri AB som ägs av Lars Hallgren. Lars Hallgren arbetade under flera år med att få M/S Kungsholm nr V till Göteborg.
Sedan förvärvet av S/S Marieholm 2021 har en genomgående undersökning av ångpannor och maskin påbörjats. En underhållsplan följs för att hålla fartyget i goitt skick, som i stort utförs av fartygets anställda tekniker, i samarbete med varv och andra underentreprenörer.  